# Trevor Taylor (kierowca)
Trevor Taylor (ur. 26 grudnia 1936 w Sheffield, zm. 27 września 2010) – brytyjski kierowca wyścigowy.
Trevor Taylor był synem właściciela garażu z Rotherham. Brał udział w wyścigach Formuły 3 500 cm³, początkowo używając Staride'a, a później Coopera Nortona. W 1958 roku odniósł 10 zwycięstw i został mistrzem Brytyjskiej Formuły 3, a rok później wystawił Coopera w Formule 2, gdzie jednak nie odniósł wówczas sukcesów. Rok później ścigał się fabrycznym Lotusem 18.
Uczestniczył w 29 Grand Prix Formuły 1, debiutując 18 lipca 1959 roku. W trakcie swojej kariery osiągnął jedno podium i zdobył w sumie 8 punktów.
Zmarł na raka w wieku 73 lat.

## Wyniki w Formule 1
| Legenda oznaczeń w tabelach wyników Wyświetl szablon na nowej stronie | Legenda oznaczeń w tabelach wyników Wyświetl szablon na nowej stronie                                                                     |
| Oznaczenie                                                            | Wyjaśnienie |
| --------------------------------------------------------------------- | --- |
| Złoty                                                                 | Zwycięzca lub mistrzostwo |
| Srebrny                                                               | 2. miejsce lub wicemistrzostwo |
| Brązowy                                                               | 3. miejsce lub II wicemistrzostwo |
| Zielony                                                               | Ukończył, punktował (w klasyfikacji generalnej, gdy zdobył co najmniej jeden punkt na przestrzeni sezonu, poza trzema powyższymi opcjami) |
| Niebieski                                                             | Ukończył, nie punktował (w klasyfikacji generalnej, gdy nie zdobył co najmniej jednego punktu na przestrzeni sezonu)                      |
| Czerwony                                                              | Nie zakwalifikował się (NZ) |
| Czerwony                                                              | Nie prekwalifikował się (NPK) |
| Różowy                                                                | Nie ukończył (NU) |
| Różowy                                                                | Niesklasyfikowany (NS) (w klasyfikacji generalnej, gdy nie został sklasyfikowany w żadnym wyścigu sezonu)                                 |
| Czarny                                                                | Zdyskwalifikowany (DK) |
| Czarny                                                                | Wykluczony (WYK/EX) |
| Biały                                                                 | Nie wystartował (NW) |
| Biały                                                                 | Kontuzjowany (K/INJ) |
| Biały                                                                 | Wyścig odwołany (OD/C) |
| Bez koloru                                                            | Został wycofany (WYC/WD) |
| Bez koloru                                                            | Nie przybył (NP/DNA) |
| Bez koloru                                                            | Nie brał udziału w treningach (NT/DNP) |
| Bez koloru                                                            | Nie został zgłoszony (–) |
| Pogrubienie                                                           | Start z pole position |
| Kursywa                                                               | Najszybsze okrążenie wyścigu |
| †                                                                     | Nie ukończył, ale jego rezultat został zaliczony ze względu na przejechanie więcej niż 90% dystansu wyścigu.                              |
| *                                                                     | Sezon w trakcie |
| 1/2/3                                                                 | Punktowana pozycja w sprincie kwalifikacyjnym                                                                                             |
| Lista systemów punktacji Formuły 1                                    | |

| Rok  | Zespół                     | Samochód    | Silnik    | Wyniki w poszczególnych eliminacjach | Wyniki w poszczególnych eliminacjach | Wyniki w poszczególnych eliminacjach | Wyniki w poszczególnych eliminacjach | Wyniki w poszczególnych eliminacjach | Wyniki w poszczególnych eliminacjach | Wyniki w poszczególnych eliminacjach | Wyniki w poszczególnych eliminacjach | Wyniki w poszczególnych eliminacjach | Wyniki w poszczególnych eliminacjach | Msc. | Pkt. |
| ---- | -------------------------- | ----------- | --------- | ------------------------------------ | ------------------------------------ | ------------------------------------ | ------------------------------------ | ------------------------------------ | ------------------------------------ | ------------------------------------ | ------------------------------------ | ------------------------------------ | ------------------------------------ | ---- | ---- |
| 1959 | Ace Garage                 | Cooper T51  | Climax R4 | MCO                                  | 500                                  | NLD                                  | FRA                                  | GBR NZ                               | DEU                                  | PRT                                  | ITA                                  | USA                                  |                                      | –    | 0    |
| 1961 | Team Lotus                 | Lotus 18    | Climax R4 | MCO                                  | NLD 13                               | BEL                                  | FRA                                  | GBR                                  | DEU                                  | ITA                                  | USA                                  |                                      |                                      | –    | 0    |
| 1962 | Team Lotus                 | Lotus 24    | Climax V8 | NLD 2                                | MCO NU                               | BEL NU                               |                                      | GBR 8                                | DEU NU                               |                                      |                                      |                                      |                                      | 10   | 6    |
| 1962 | Team Lotus                 | Lotus 25    | Climax V8 |                                      |                                      |                                      | FRA 8                                |                                      |                                      | ITA NU                               | USA 12                               | ZAF NU                               |                                      | 10   | 6    |
| 1963 | Team Lotus                 | Lotus 25    | Climax V8 | MCO 6                                | BEL NU                               | NLD 10                               | FRA 13                               | GBR NU                               | DEU 8                                | ITA                                  | USA NU                               | MEX NU                               | ZAF 8                                | 17   | 1    |
| 1964 | British Racing Partnership | BRP 1       | BRM V8    | MCO NU                               | NLD                                  |                                      |                                      |                                      |                                      | AUT NU                               | ITA NZ                               |                                      |                                      | 22   | 1    |
| 1964 | British Racing Partnership | BRP 2       | BRM V8    |                                      |                                      | BEL 7                                | FRA NU                               |                                      |                                      |                                      |                                      | USA 6                                | MEX NU                               | 22   | 1    |
| 1964 | British Racing Partnership | Lotus 24    | BRM V8    |                                      |                                      |                                      |                                      | GBR NU                               | DEU                                  |                                      |                                      |                                      |                                      | 22   | 1    |
| 1966 | Shannon Racing Cars        | Shannon SH1 | Climax V8 | MCO                                  | BEL                                  | FRA                                  | GBR NU                               | NLD                                  | DEU                                  | ITA NW                               | USA                                  | MEX                                  |                                      | –    | 0    |